# 顏扎氏
颜扎氏，满族姓氏。世居雅兰西楞（今俄罗斯滨海边疆区境）、叶赫（今吉林省梨树县境）、哈达（今辽宁省开原市东）、长白山等地。后改汉字姓张姓、颜姓等。

## 著名人物
- 安达里，叶赫地方颜扎氏，正黄旗包衣人，后金武官
- 庶妃顏扎氏，皇太极的庶妃，安达里的姐妹，葉布舒之母
- 岳興阿，安达里六世孙，乾隆四十五年进士
- 布彥泰，满洲正黄旗人，道光时伊犁将军
- 景廉，满洲正黄旗人，咸丰二年进士，光绪初军机大臣
- 治麟，满洲正黄旗人，景廉之子，光绪三年进士，官至国子监司业
- 定成，满洲正黄旗人，光绪九年进士，官至大理寺卿
- 毓賢，内务府满洲正黄旗人，庚子之乱时山东巡抚、山西巡抚
- 顏毓蘅，民国时南开大学外文系教授，翻译家